# Lungomare latino
Lungomare latino è un singolo del rapper italiano Gué Pequeno, pubblicato il 1º giugno 2018 dalla Universal Music Group.
Il singolo ha visto la partecipazione del cantante e DJ francese Willy William.

## Tracce
1. Lungomare latino (feat. Willy William) – 3:05

## Classifiche
| Classifica (2018) | Posizione massima |
| ----------------- | ----------------- |
| Italia            | 26                |